# Helena Rucker
Helena Rucker, auch Helena Ruckher, (* 14. März 1523 oder 1524 in Nürnberg als Helena Magenbuch, auch Helena Osiander; † 8. September 1597 in Hohenacker) war als Hofapothekerin der Herzoginnen Anna Maria und Ursula von Württemberg in Nürtingen tätig. Ihr Vater war der Mediziner Johann Magenbuch, von dem sie sich medizinisches Wissen aneignen konnte. In erster Ehe war sie mit dem Theologen und Reformator Andreas Osiander verheiratet, in zweiter Ehe mit dem Theologen Johannes Rucker.

## Kindheit und Jugend
Helena Magenbuchs Eltern waren der Mediziner Johann Magenbuch und seine Ehefrau Priska Magenbuch geb. Hunnia von Schweinitz (1503–1537). Die Mutter stammte aus dem Hause Seifersdorf in Schlesien und war Tochter des Landeshauptmanns Christoph von Schweinitz (1469–1538). Das Ehepaar hatte 1522 geheiratet. Am 5. Dezember 1523 wurde Johann Magenbuch an der Universität Wittenberg zum Doktor der Medizin promoviert. Daraufhin zog die junge Familie nach Nürnberg, wo Johann Magenbuch – vermutlich auf Vermittlung von Philipp Melanchthon, mit dem Magenbuch gut befreundet war – von nun an als Stadtarzt tätig war. Zu Magenbuchs Patienten gehörten das ganze Nürnberger Patriziat wie auch Martin Luther.
Helena Magenbuch wurde im März 1523 oder 1524 geboren. Ihre Mutter Priska Magenbuch starb Ende 1537, als Helena 13 oder 14 Jahre alt war. Der Vater heiratete kurz danach, am 7. August 1538, ein zweites Mal. Seine zweite Frau, Margaretha Plech, stammte aus einer Amberger Gewerkenfamilie. Helena Magenbuch hatte ein enges Verhältnis zu ihrem Vater. Sie assistierte ihm in seiner Praxis und lernte viel von seinem medizinisch-pharmakologischen Wissen.

## Heirat und Ehe mit Andreas Osiander
Am 26. August 1546, mit 22 Jahren, heiratete Helena Magenbuch den mehr als 25 Jahre älteren Theologen und Reformator Andreas Osiander, einen Patienten ihres Vaters. Er war bereits zweimal verheiratet gewesen und hatte acht Kinder. Seine zweite Frau war im Mai 1545 gestorben, und schon im Juli 1545 hatte er Helena Magenbuch einen Heiratsantrag gemacht. Sie brachte eine Mitgift von 400 Gulden in die Ehe ein und bekam mit Osiander zwei Töchter.
Ihr Vater Johann Magenbuch starb im Oktober 1546 auf einer Reise. Um sein Erbe kam es zu einem sich bis 1569 hinziehenden Erbstreit zwischen der Witwe, Helena Osianders Stiefmutter, und den Kindern Johann Magenbuchs. Während Margaretha Plech gegen ihre Amberger Verwandten einen Prozess um ihr Erb- und Heiratsgut führte, prozessierte Helena Osiander gegen ihre Stiefmutter um ihr Erbe. Dieser Prozess endete erst nach 1550, und sein Ausgang ist nicht bekannt. Das Haus des Vaters wurde 1548 verkauft und der Erlös wohl unter der Witwe Magenbuchs und seinen Kindern aus erster Ehe – neben Helena die Söhne Sigismund und Johannes – aufgeteilt. Erst 1569 wurde über Magenbuchs Bücher und handschriftliche Aufzeichnungen entschieden. Die „besten“ medizinischen Schriften ihres Vaters erbte wohl letztendlich die Tochter Helena.
Andreas Osiander sträubte sich gegen das 1548 nach dem Schmalkaldischen Krieg beschlossene „Interim“, mit dem für eine Übergangszeit die kirchlichen Verhältnisse geregelt werden sollten, bis ein allgemeines Konzil über die Wiedereingliederung der Protestanten in die katholische Kirche endgültig entschieden hätte. Osiander stand hierin im Konflikt mit den Nürnberger Ratsherren, die vorsichtig taktierten, und bat schließlich den Rat aus Gewissensgründen um Entlassung als Prediger an der Pfarrkirche Sankt Lorenz. Der Rat willigte nicht sofort ein, sondern forderte eine schriftliche Begründung. Andreas Osiander fühlte sich bedroht und verließ heimlich die Stadt; Helena Osiander blieb mit den Kindern zurück. Der Rat entzog daraufhin dem Reformator das Nürnberger Bürgerrecht und zahlte Helena Osiander sein restliches Gehalt aus.
Über verschiedene Stationen kam Andreas Osiander 1549 nach Königsberg in Preußen, wo ihn Herzog Albrecht von Brandenburg-Ansbach eine Lehrerstelle an der neu gegründeten Albertus-Universität Königsberg anbot. Daraufhin löste Helena Osiander den Nürnberger Haushalt auf und zog mit den Kindern zu ihrem Mann nach Königsberg. 1550/51 löste der Theologe mit seinen Auffassungen zur Rechtfertigungslehre den sogenannten Osiandrischen Streit aus. Dieser war noch nicht beigelegt, als er am 17. Oktober 1552 starb.

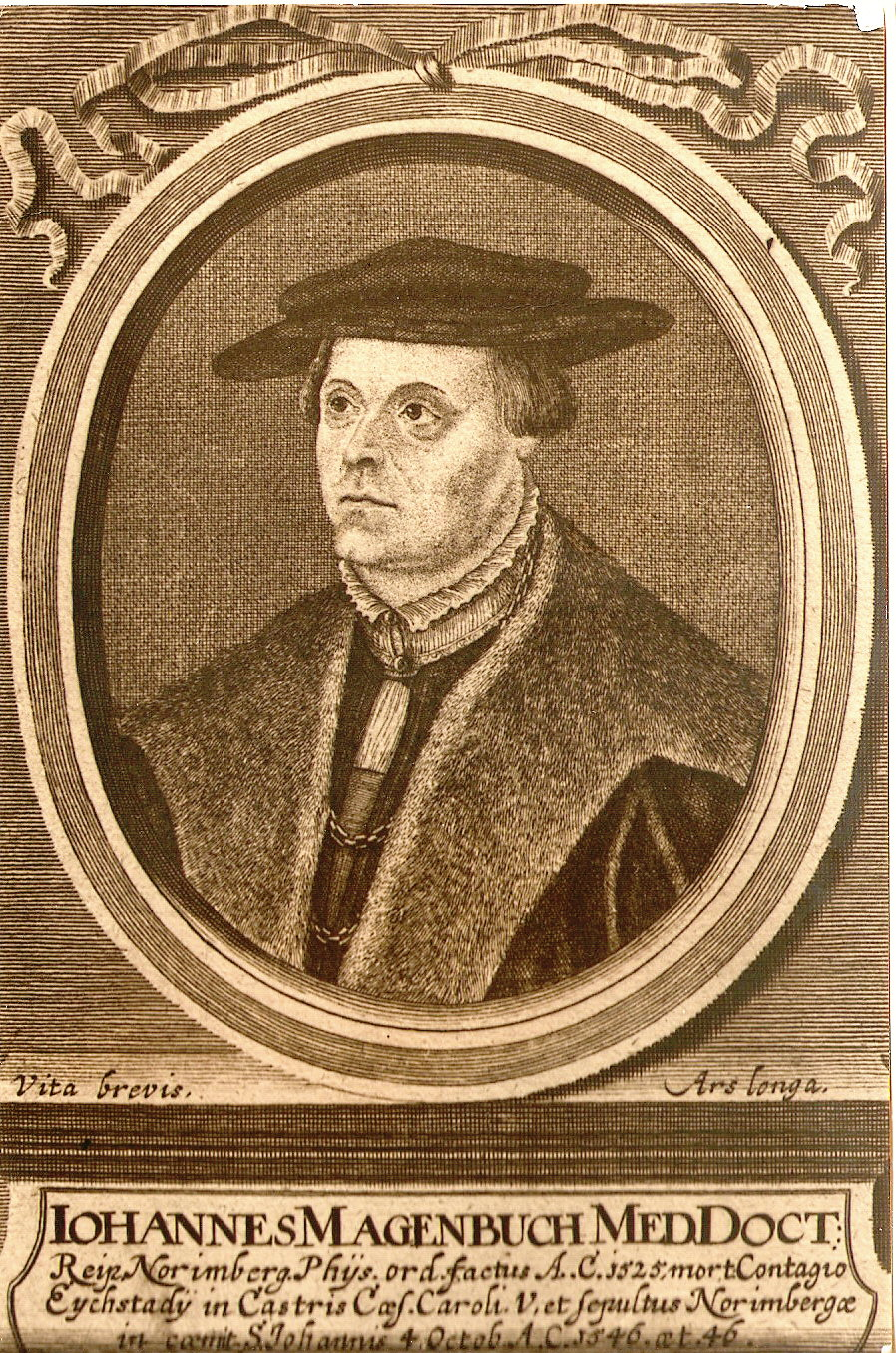
Johann Magenbuch, Vater von Helena Rucker
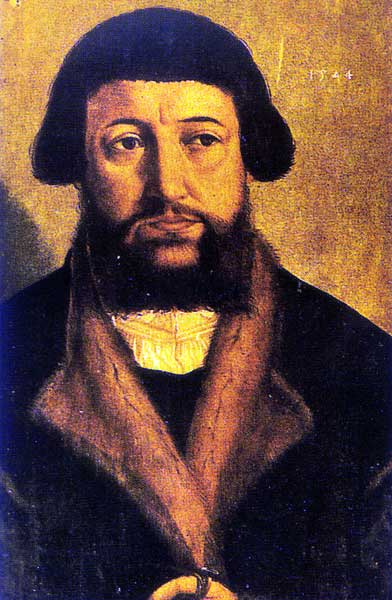
Andreas Osiander, erster Ehemann von Helena Rucker
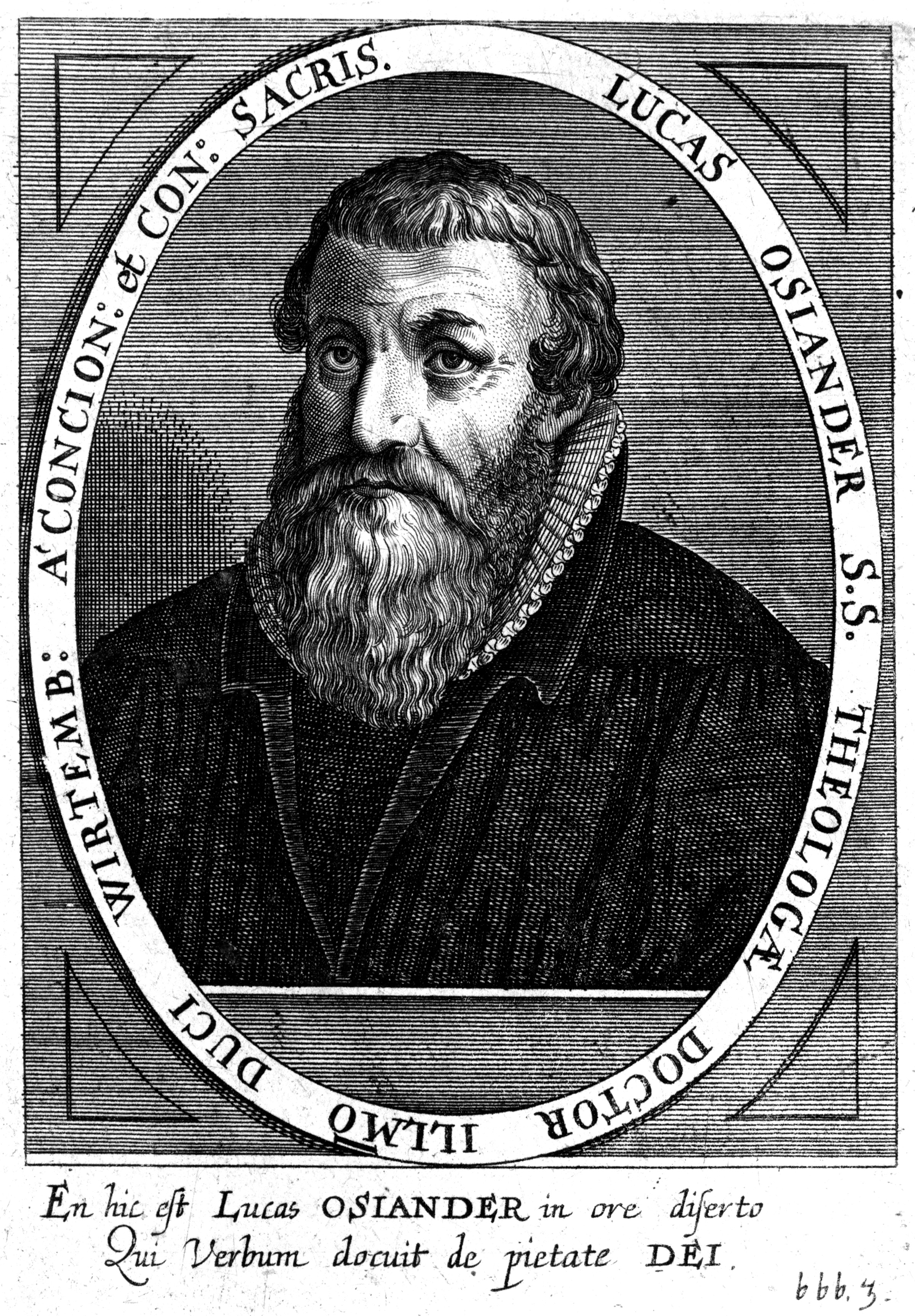
Lucas Osiander, Stiefsohn von Helena Rucker
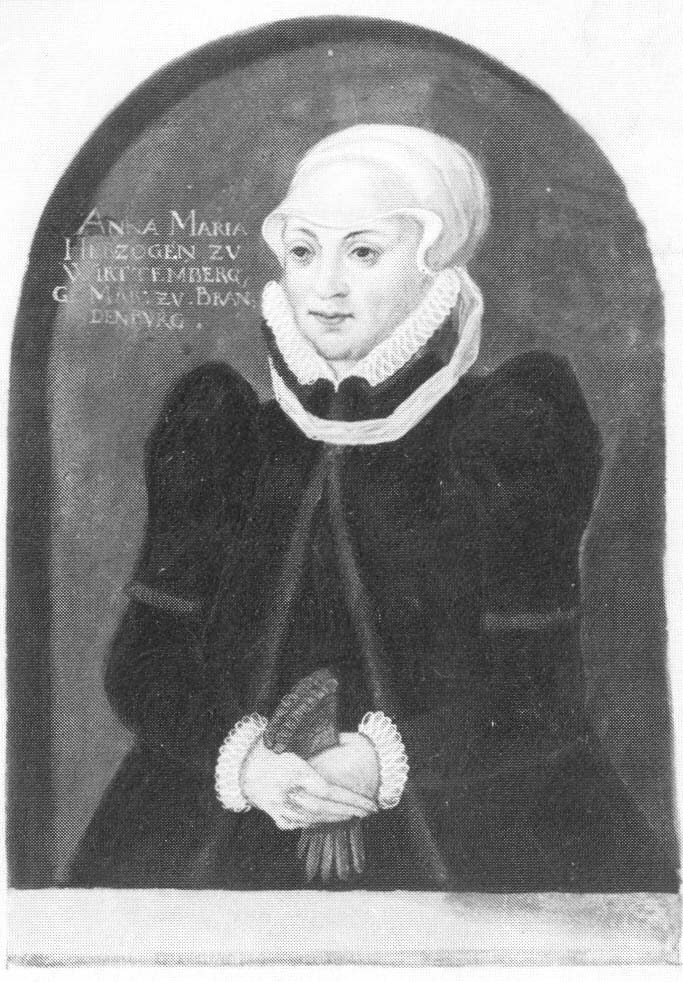
Herzogin Anna Maria von Württemberg
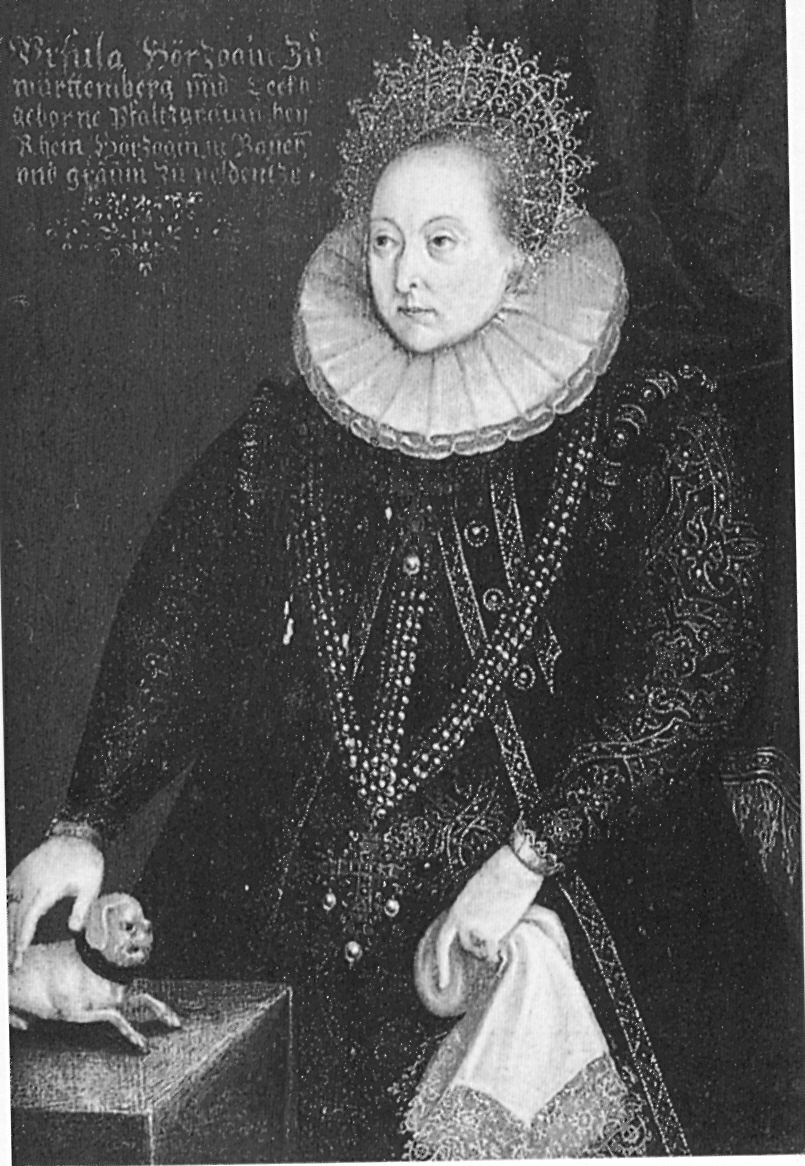
Herzogin Ursula von Württemberg

## Heirat und Ehe mit Johannes Rucker
Die Verteilung des Erbes Andreas Osianders unter seinen Kindern aus drei Ehen erwies sich als schwierig, unter anderem weil Osianders Feinde auch seine Familie ins Visier nahmen. Vorsorglich schickte Helena Osiander ihren ältesten Stiefsohn Lucas Osiander 1553 zum Studieren nach Tübingen. In dieser Situation wurde die Witwe von einem jungen Theologen aus ihrer Heimatstadt, Johannes Rucker (1526–1579), unterstützt, der seit 1554 in preußischem Kirchdienst war und seit 1555 in Königsberg lebte. Es wird angenommen, dass sie sich schon als Kinder gekannt hatten. 1556 heirateten sie. Das Paar bekam fünf gemeinsame Kinder. Die Familie zog 1556 nach Pfaffenhofen in Württemberg, wo Johannes Rucker eine Pfarrstelle erhalten hatte. 1559 wechselte Rucker auf eine Pfarrstelle in Kirchheim/Teck, wo er später Superintendent wurde.
Als Frau des Superintendenten mit medizinischen Kenntnissen hatte Helena Rucker möglicherweise die Herzogin Anna Maria einmal medizinisch behandelt. Entweder aus diesem Grund oder aufgrund eines Kontakts über ihren Stiefsohn Lucas Osiander, der seit 1569 Hofprediger in Stuttgart war, wurde sie beauftragt, die verwitwete Herzogin auf einer Rückreise von Kassel in ihre württembergische Heimat zu begleiten und zu betreuen. Der Anlass war, dass die Herzoginwitwe auf der Reise Züge von Schwermut und Geisteskrankheit gezeigt hatte, weshalb ihr die Mitvormundschaft über ihren Sohn entzogen wurde und sie unter Aufsicht auf ihrem Witwensitz in Nürtingen festgesetzt wurde.
1578 wurde Johannes Rucker als Propst an das Stift Denkendorf berufen, wo er schon 1579 starb.

## Tätigkeit als Hofapothekerin
Es ist nichts Sicheres über Helena Ruckers Leben in den Jahren 1579 bis 1584 bekannt. Obwohl ihre Eltern und ihr erster Ehemann wohlhabend gewesen waren, war ihre finanzielle Situation schwierig. Das Osianderische Erbe war nur ihren gemeinsamen Kindern zugutegekommen. Es wird angenommen, dass sie auf die medizinischen Kenntnisse zurückgriff, die sie bei ihrem Vater erworben hatte, und dass auch die medizinischen Schriften ihres Vaters hilfreich waren. Ab dem Jahr 1584 war sie laut Landschreibereirechnungen des Herzogtums Württemberg in herzoglichen Diensten. Es wird davon ausgegangen, dass sie tatsächlich am Hof in Nürtingen tätig war, zunächst für die Herzoginwitwe, nach deren Tod 1589 für Herzogin Ursula von Württemberg. Ab 1587/88 wurde sie in Rechnungen als „Apothekerin zu Hof“ und ab 1591 als „Hofapothekerin“ geführt.
Bei ihrer Arbeit wurde sie von einer Gehilfin unterstützt. Laut ihrer Dienstanweisung bestanden ihre Aufgaben in der sachgemäßen Überwachung der Drogen, die der Kräutermann anlieferte, sowie der Sicherstellung der Beschaffenheit der gebrannten Wässer und der Haltbarkeit der Früchte und Säfte. Für die Tafel des Herzogs hatte sie wohlschmeckende und verdauungsfördernde Latwergen und Konfekte zu liefern. Sie führte über den Medikamentenverbrauch Buch und durfte in Absprache mit dem Hofmedicus unentgeltlich Arzneien an die Armen abgeben.
Der Historiker der württembergischen Pharmaziegeschichte Armin Wankmüller sprach Rucker die Stellung als Hofapothekerin allerdings ab und beschrieb sie als „Heilgehilfin mit gewissen Kenntnissen von Krankheiten und Heilkräutern“. Sie hätte die Ausbildungsvoraussetzungen eines Apothekers nicht erfüllt, und die Hofapotheke Stuttgart sei zu diesem Zeitpunkt nur eine Arzneikammer gewesen.
Am 14. März 1597 schied Helena Rucker, nun über siebzig Jahre alt, aus dem herzoglichen Dienst. Sie wurde mit einem stattlichen Ruhegeld verabschiedet, das vor allem in Naturalien ausgezahlt wurde (Leibgeding). Ihre Tochter Helena Wernlin war von 1595 bis 1620 ebenfalls als „Hofapothekerin“ am Hof in Nürtingen tätig.

## Letzte Lebensjahre und Tod
Helena Rucker zog zu ihrer Tochter Maria, Pfarrfrau in Hohenacker, wo sie bereits im September 1597 starb. Auf ihrem mit einer Lutherrose versehenen Grabstein, der sich ursprünglich 30 Zentimeter unter dem Boden des Chors der Kirche in Hohenacker befand, wurde folgendes Epitaph eingetragen:

„ANNO DNI 1597 / DEN. 8. SEPTEMB / STARB DIE GOTT- / SELIG TVGENDT / SAM MATRON / HELENA WEILVND / HERRN JOHANN / RVCKERS PROBSES ZV DENCKENDORF / WITTIB IM 74. / JAR JHRES ALTERS / DEREN LEICHNAM / ALHIE DER SEE- / LIGEN AVFFER / STEVNG / WARTET. AMEN.“

Anlässlich der baulichen Erneuerung der Kirche wurde der Grabstein 1894 an die südliche Außenseite des Kirchturms versetzt. Die Wettereinflüsse führten zu einer starken Verwitterung. Zum 400. Todestag von Helena Rucker wurde er wieder in den Chor der Kirche verlegt.

## Bedeutung für Schriften des Vaters
Helena Rucker hat in ihrer Stuttgarter Zeit vermutlich Oswald Gäbelkover, den herzoglichen Leibarzt, kennengelernt. Es wird angenommen, dass die sieben Rezepttexte Magenbuchs in Gäbelkovers Arzneibuch von 1589 aus den medizinischen Schriften stammten, die sie von ihrem Vater geerbt hatte.

## Nachkommen
Helena Ruckers Sohn Paul Rucker wurde 1617 Abt des Klosters Hirsau. Ihre älteste Tochter Anna Osiander heiratete den Pfarrer Peter Meiderlen in Oberacker, deren Sohn der Theologe Rupertus Meldenius war.